# 褚振民
褚振民（？—2004年），男，山东微山人，中华人民共和国政治人物，曾任中共贵州省委秘书长，贵州省政协副主席。